# St Ninian's Chapel (Whithorn)
St Ninian's Chapel is een kleine kapel van rond 1300 in Whithorn (Schotland).

## Geschiedenis
Sint Ninian was een van de eerste zendelingen in Schotland. Hij stichtte in de vijfde eeuw een abdij in Whithorn (Whithorn Priory). Vele pelgrims, met name uit Ierland, bezochten in de latere eeuwen deze abdij met de relikwieën van Sint Ninian. De meeste pelgrims kwamen in de haven van Whithorn aan land en bezochten dan meestal eerst deze kapel, die later gewijd werd aan St Ninian.

## Bouw
De huidige constructie dateert van rondom 1300 en is vermoedelijk gebouwd op de plaats van een eerdere kapel. De kapel bestaat uit een rechthoekige constructie, georiënteerd in oost-westelijke richting. Aan de westzijde bevindt zich een groot raam met uitzicht over de zee. De deur bevindt zich in de noordzijde.
Rondom de kerk bevindt zich een lage muur. Een dergelijke constructie wordt ook gevonden bij Chapel Finian.

## Beheer
St Ninian's Chapel wordt beheerd door Historic Environment Scotland.